# 미호 신잔
미호 신잔(1982년 4월 16일 - 2014년 12월 4일)은 일본의 경주마, 종모마다.
1985년 고월상과 국화상에서 우승해 중앙경마 클래식 이관을 달성했고, 그 외 1987년 춘계 천황상에서도 우승했다. 1985년도 우준상 최우수 4세 수말, 1985-1987년도 동 최우수 부내 국산마. 오관마 신잔의 씨수말 생활 만년의 산구이며, 그 최고 걸작으로 평가된다. 16전 모두에서 시바타 마사토가 기승했다.
이하, 말 나이는 2000년 이전에 사용된 구 표기 (세는나이)로 통일한다.

## 경력

### 데뷔 전
1982년, 홋카이도 우라카와정의 닛신 목장에서 태어난다. 어린 시절은 전체에 둥글게 된, 별로 보기 좋지 않은 마체로, 평가는 높지 않았다. 그러나 마주인 츠츠미 칸지는 본마를 한눈에 보고 마음에 들어, 조교사인 타나카 토모지로를 설득해 관리를 달고, 자신의 소유마로 했다. 츠츠미는 본마의 아버지 신잔의 현역 시절부터 팬이었고, 한때 6마리의 산구를 소유하고 있었지만, 모두 활약은 하지 않았다. 그러나, 지금까지의 소유마와는 다르다고 느끼고 있던 츠츠미는, 신잔 산구의 소유는 이것이 마지막이라고 생각해, 오랜 세월 온존하고 있던  '미호 신잔'으로 명명했다.
3세 (1984년) 9월, 이바라키현 미호 트레이닝 센터의 타나카 토모지로 마구간에 들어간다. 입장 후 골막염을 발병하여 조정이 늦어지고, 또한 증상이 완화된 후의 조교로 번거로움, 데뷔는 다음해 1월에 어긋났다.

### 전적

#### 4세 (1985년)
초전은 나카야마 개최의 신마전으로, 안장에는 츠츠미와 친교가 깊은 시바타 마사토를 맞이했다. 데뷔전은 2착에 9마신차를 붙여 승리했다. 차주의 조건전에서는 일전, 후방 대기로부터 최종 코너로 단번에 위치를 올리고, 직선으로 선행마를 단번에 꽂아 2연승을 꼽았다. 중상 첫 출주가 된 스프링 스테익스에서는, 전년에 시바타가 타서 아사히배 3세 스테익스를 따낸 스크럼 다이너와 겨뤘지만, 동마를 관리하는 야노 스스무의 배려에 의해, 시바타는 계속해서 미호 신잔에 탔다. 레이스에서는 최종 코너 입구에서 선두의 서던 피버가 고장을 발생, 인마 모두 전도하는 사고가 있었다. 그러나 미호 신잔은 이 영향을 받지 않고 스크럼 다이너에게 2마신약의 차이를 붙여 승리했다.
맞이하는 사츠키상에서 부동의 본명으로 보였지만, 당일까지 오른쪽 앞다리에 다시 골막염의 증상이 나타나, 상태는 좋지 않았다. 경주 4일 전의 조교에 있어서는, 시바타는 상태를 고려해 직선 코스 이외는 흘리는 정도의 움직임에 머물렀다. 그러나 이날은 안개가 깊었기 때문에 기자석에서는 직선밖에 보이지 않고 다음날 신문에는 '호쾌한 움직임'이라고 쓰였다. 당일은 압도적인 1번 인기에 지지되기도 하지만, 파독에서는 전도를 막기 위해 의도적으로 크게 주회시키는 등 진영은 상태의 나쁨을 숨김에 고심하고 있었다. 그러나 레이스에서는 제3코너 앞에서 선두에 늘어놓으면, 그대로 골까지 밀어 2착 스크럼 다이너에 5마신차를 붙여 우승, 아버지 신잔과의 부자 제패를 달성했다.
그러나 오른쪽 다리를 망치면서 달린 결과, 경주 다음날에 왼쪽 앞다리의 골절이 판명, 이어지는 도쿄 우준 (일본 더비)의 단념을 강요당했다. 전년은 토쇼 보이의 미스터 시비가, 전년에는 '황제' 심볼리 루돌프가 삼관을 달성했기 때문에, '3년 연속으로 삼관마의 탄생인가'라고 기대되었지만 꿈으로 끝났다. 덧붙여 당년의 더비는 미호 신잔이 서투른 중마장에서 행해지고, 또 이긴 시리우스 심볼리가 중마장 특기의 말이었기 때문에, '나와도 이길 수 없었다'는 견해가 뿌리 깊다.
골절은 매우 가벼운 것으로, 휴양 중에도 가벼운 조교는 계속되었다. 9월에 미호에 귀환, 29일의 세인트 라이트 기념으로 복귀했다. 당일은 단화 지정을 받았지만, 서투른 불량 마장에 수고를 잡혀 5벌에 패했고 첫 패배를 겪었다. 차주는 국화상에 대비해 간사이로 이동, 트라이얼 경주인 교토 신문배에 출주하자 2착에 2마신차를 붙여 승리했다.
맞이한 클래식 최종전의 국화상에서는, 일본 더비 우승마 시리우스 심볼리가 유럽 원정 때문에 부재로, 압도적인 1번 인기에 지지 받았다. 당일은 낮까지 강우가 있었지만, 발주 시각까지 강풍과 햇빛으로 마장의 수분이 날아, 마장 상태는 연중까지 회복하고 있었다. 레이스에서는 중단을 앞두고, 주회 2주차의 최종 코너로부터 스퍼트를 걸어, 직선 중반으로 선두에 서서 그대로 골, 클래식 이관과, 사츠키상에 이은 신잔과의 부자 제패를 달성했다. 전주 교토 신문배를 포함해 아버지의 현지였던 교토 경마장에서의 승리에 미호 신잔은 관동 소속마이면서 큰 박수로 맞이 받았다. 경주 뒤 기념 촬영에는 신잔을 관리한 다케다 분고도 들어가 있었다.
연말의 아리마 기념에서는, 1세 위인 심볼리 루돌프와 대전. 양마 모두 단화 지정이 되었다. 최종 코너에서 일단은 늘어놓았지만 직선으로 쏟아져 동마로부터 4마신차의 2착으로 패했다.
이듬해 1월, 클래식 이관이 평가되어 당년의 최우수 4세 수말과 최우수 부내 국산마로 선출되었다.

#### 5-6세 (1986 - 1987년)
휴양 뒤, 다음 1986년 3월에 닛케이상으로 복귀했다. 당일은 중마장에도 불구하고 압도적인 1번 인기에 지지됐지만 6착으로 패했다. 경주 뒤에는 4세 때 환부와 같은 왼쪽 앞다리의 골절이 판명되어 휴양에 들어갔다. 가을이 되어 복귀했지만, 초전의 마이니치 왕관 3착에 시작되어, 천황상 (가을)은 사쿠라 유타카 오의 일본 레코드 우승전에 3착, 재팬컵은 일본마 최선착이면서 3착, 1번 인기에 밀린 아리마 기념에서도 3착과 가을의 GI 전선에서 모두 3착으로 끝났다. 당년은 미승리였지만, 다른 부내 국산마도 일반적으로 부진했기 때문에, 다음 1월에는 2년 연속의 최우수 부내 국산마로 선출되었다. 시바타에 의하면, 당년의 미호 신잔은 부상을 두려워하여 진심으로 달리지 않았다고 한다.
다음 1987년에도 현역을 속행, 1월 25일 아메리카 조키 클럽 컵에 출주했다. 레이스는 시바타가 도주 전법을 채택하면, 그대로 흐름을 슬로우 페이스에 떨어뜨려 골까지 밀어, 약 1년 2개월만의 승리를 이뤘다. 차주, 천황상 (봄)에의 전초전으로서 출주한 닛케이상에는 국화상 이후라는 호조로 임해, 전년도 대표마 다이나 걸리버 이하를 5마신 쫓아내 우승, 천황상의 본명마로 주목 받았다.
4월 29일의 천황상에서는 압도적인 1번 인기로 지지 받았다. 그러나 닛케이상 이후 미호 신잔의 상태는 급속히 하강하고 있으며, 고월상 이래 최악에 가까운 상태였다. 레이스에서는 선단 속에서 시종 내각을 따라 최단 거리를 지나 직선으로 선두에 섰다. 직후 니시노 라이덴이 미호 신잔을 빠져나가는 기세로 몰려들었지만, 동마는 골 앞에서 바깥쪽으로 크게 사행, 마지막에는 미호 신잔과 니시노 라이덴이 안팎의 옆을 따라 나란히 입선했다. 사진 판정 결과 미호 신잔이 코 차이를 꺾고 우승, 세 번째 GI 제패가 됐다. 한편, 니시노 라이덴은 직선의 경사로 3위 입선 아사히 엠퍼러의 진로를 방해했다고 해서 실격 처분이 되어, 공식 기록에서는 올라 2착이 된 아사히 엠퍼러와 1마신 1/4차가 되고 있다.
경주 뒤의 미호 신잔은 걷지도 못할 만큼 피로 곤란하고 있어, 6월에는 팬 투표 1위로 선출된 타카라즈카 기념을 회피했다. 가을 복귀를 목표로 하코다테 경마장에서 조정이 계속되었지만 복조는 보이지 않아 그대로 은퇴했다.
같은 해 12월 13일, 폭설에 의해 2레이스로 중지한 나카야마 경마장에서 은퇴식이 행해져, 천황상 우승시의 제킨 '6'을 입고 라스트 런을 피로했다. 이 은퇴식은 사상 처음으로 날씨가 눈 속에서 이루어진 것이었다.
이듬해 1월에는 당년 연도 대표마가 된 사쿠라 스타 오를 놓고 3년 연속 최우수 부내 국산마로 선출됐다.

### 씨수말 시대
씨수말 들어가고 나서는, 초년도부터 우준 빈마에 출주한 온워드 모니카, 2년째에는 NHK배 등에 승리한 마이 신잔을 내보내지만, 전체적으로는 저조였다. 아버지만큼 극단적이지는 않았지만, 산구는 일반적으로 양마장의 잔디를 가장 자랑스럽게 했고, 더트나 중마장은 서툴렀다. 마이 신잔은 1995년 가을의 천황상에서 유력한 말의 1마리로 꼽혀 미호 신잔, 할아버지 신잔에 이어 '부자 3대 천황상 제패'라는 위업에 도전할 기회를 얻었지만, 경주 전날 굴건염이 밝혀져 출주를 취소해 기록은 이루어지지 않았다. 2001년에는 당시 중앙경마에 유일하게 소속했던 그랜드 신잔이 7세로 아이치배 (GIII)를 따내, 같은 해 그랜드 신잔에 의한 오팔 스테이크스가 중앙경마에서 마지막 승리가 되었다. 그랜드 신잔은 나중에 홋카이도 경마로 이적해 2005년 4월 1일 등록을 말소했다.
2002년에 씨말 생활에서도 은퇴해, 그 뒤는 히다카정의 타니카와 목장 청바지 사업소에서 여생을 보냈다. 2014년에 32세에 도달, 유키노 로즈 (1982년생, 1986년 나카야마 암말 스테익스 우승 등)가 2014년 3월 15일에 사망했기 때문에, 그 뒤는 중상 경주의 우승마로서 최장수가 돼 있었다.
마지막 현역마가 된 나고야 경마의 캐니언 마플도 2006년 10월 1일 등록 말소가 되어 이 날로 전 산구가 현역을 은퇴했다.
2014년 12월 4일, 여생을 보내고 있던 타니가와 목장에서 심장 마비에 의해 사망했다.

## 경주 성적
| 날짜        | 경마장   | 경기명                 | 등급  | 트랙       | 배당 (인기 순위) | 순위 | 시간   | 기수          | 우승마 (2위마)              |
| ----------- | -------- | ---------------------- | ----- | ---------- | ---------------- | ---- | ------ | ------------- | --------------------------- |
| 1985.01.06. | 나카야마 | 4세 신마 (현 3세 신마) | -     | 잔디 1600m | 2.9 (1)          | 1    | 1:36.1 | 시바타 마사토 | (마키노 하타)               |
| 1985.02.23. | 나카야마 | 수선상                 | 400만 | 잔디 2000m | 2.0 (1)          | 1    | 2:02.6 | 시바타 마사토 | (몬테 재팬)                 |
| 1985.03.24. | 나카야마 | 스프링 스테익스        | G2    | 잔디 1800m | 2.1 (1)          | 1    | 1:49.5 | 시바타 마사토 | (스크럼 다이나)             |
| 1985.04.14. | 나카야마 | 고월상                 | G1    | 잔디 2000m | 3.9 (1)          | 1    | 2:02:1 | 시바타 마사토 | (스크럼 다이나)             |
| 1985.09.29. | 나카야마 | 세인트 라이트 기념     | G3    | 잔디 2200m | 1.8 (1)          | 5    | 2:21.0 | 시바타 마사토 | 타이거 보이                 |
| 1985.10.20. | 교토     | 교토 신문배            | G2    | 잔디 2200m | 1.9 (1)          | 1    | 2:14.5 | 시바타 마사토 | (스피드 히어로 & 플릿 호프) |
| 1985.11.10. | 교토     | 국화상                 | G1    | 잔디 3000m | 2.3 (1)          | 1    | 3:08.1 | 시바타 마사토 | (수다 호크)                 |
| 1985.12.22. | 나카야마 | 아리마 기념            | G1    | 잔디 2500m | 5.9 (2)          | 2    | 2:33.8 | 시바타 마사토 | 심볼리 루돌프               |
| 1986.03.30. | 나카야마 | 닛케이상               | G2    | 잔디 2500m | 1.4 (1)          | 6    | 2:36.5 | 시바타 마사토 | 체스넛 밸리                 |
| 1986.10.05. | 도쿄     | 마이니치 왕관          | G2    | 잔디 1800m | 2.6 (1)          | 3    | 1:46.6 | 시바타 마사토 | 사쿠라 유타카 오            |
| 1986.10.26. | 도쿄     | 추계 천황상            | G1    | 잔디 2000m | 2.1 (1)          | 3    | 1:59.0 | 시바타 마사토 | 사쿠라 유타카 오            |
| 1986.11.23. | 도쿄     | 재팬컵                 | G1    | 잔디 2400m | 7.5 (4)          | 3    | 2:25.2 | 시바타 마사토 | 주피터 아일랜드             |
| 1986.12.21. | 나카야마 | 아리마 기념            | G1    | 잔디 2500m | 2.3 (1)          | 3    | 2:34.2 | 시바타 마사토 | 다이나 걸리버               |
| 1987.01.25. | 나카야마 | 아메리카 조키 클럽 컵  | G2    | 잔디 2200m | 1.5 (1)          | 1    | 2:15.4 | 시바타 마사토 | (스즈 퍼레이드)             |
| 1987.04.05. | 나카야마 | 닛케이상               | G2    | 잔디 2500m | 2.2 (1)          | 1    | 2:33.8 | 시바타 마사토 | (주사부로)                  |
| 1987.04.29. | 교토     | 춘계 천황상            | G1    | 잔디 3200m | 1.3 (1)          | 1    | 3:20.4 | 시바타 마사토 | (아사히 엠퍼러)             |

## 주요 산구
- 마이 신잔 (NHK배, 아사히 챌린지 컵)
- 그랜드 신잔 (아이치배, 오팔 스테익스, 카부토야마 기념 2착)
- 네오 차임즈 (고쿠라 장해 스테익스)
- 온워드 모니카 (산스포상 4세 암말 특별 3착)
- 골드 재팬 (마치 스테익스 3착)

## 혈통표
| 부 신잔 1961 녹모         | *힌도스탄 Hindostan 1946 흑록모 | Bois Roussel       | Vatout         |
| 부 신잔 1961 녹모         | *힌도스탄 Hindostan 1946 흑록모 | Bois Roussel       | Plucky Liege   |
| 부 신잔 1961 녹모         | *힌도스탄 Hindostan 1946 흑록모 | Sonibai            | Solario        |
| 부 신잔 1961 녹모         | *힌도스탄 Hindostan 1946 흑록모 | Sonibai            | Udaipur        |
| 부 신잔 1961 녹모         | 하야노보리 1949 율모            | 하야타케           | *세프트        |
| 부 신잔 1961 녹모         | 하야노보리 1949 율모            | 하야타케           | 히류           |
| 부 신잔 1961 녹모         | 하야노보리 1949 율모            | 다이고 버캐넘 뷰티 | *투르느솔      |
| 부 신잔 1961 녹모         | 하야노보리 1949 율모            | 다이고 버캐넘 뷰티 | 버캐넘 뷰티    |
| 모 나폴리 조 오 1975 율모 | *무티에 Moutiers 1958 율모      | Sicambre           | Prince Bio     |
| 모 나폴리 조 오 1975 율모 | *무티에 Moutiers 1958 율모      | Sicambre           | Sif            |
| 모 나폴리 조 오 1975 율모 | *무티에 Moutiers 1958 율모      | Ballynash          | Nasrullah      |
| 모 나폴리 조 오 1975 율모 | *무티에 Moutiers 1958 율모      | Ballynash          | Ballywellbroke |
| 모 나폴리 조 오 1975 율모 | *타이타이 Tai-Tai 1969 회률모   | Will Somers        | Tudor Minstrel |
| 모 나폴리 조 오 1975 율모 | *타이타이 Tai-Tai 1969 회률모   | Will Somers        | *쿤스제스트    |
| 모 나폴리 조 오 1975 율모 | *타이타이 Tai-Tai 1969 회률모   | Anneiv             | *비에나        |
| 모 나폴리 조 오 1975 율모 | *타이타이 Tai-Tai 1969 회률모   | Anneiv             | Singing Sister |

아버지 신잔에 대해서는 동마의 항을 참조. '신잔의 최고 걸작'이라 불렸지만 시바타나 담당 구무원 다카하시 치오에 따르면 체형과 기성 등은 외조부 무티에의 영향을 느끼게 하는 말이었다고 한다. 4대 어머니 Singing Sister의 언니 콘키유바인은 본마의 아버지 신잔과 동기인 이관 암말 카네케야키의 어머니이다.

## 참고 문헌
- 『忘れられない名馬100 - 関係者の証言で綴る、強烈な印象を残してターフを去った100頭の名馬』 (학연, 1997년) ISBN 4056013926
  - 타카하시 치오 「偉大なるシンザンの後継馬 - ミホシンザン」
- 『優駿』 2006년 7월호 (일본 중앙 경마회, 2006년)
  - 이구치 타미키 「"最強"の継承者 - ミホシンザン」
- サラブレ編集部・編『日本名馬物語 - 蘇る80年代の熱き伝説』 (고단사, 2007년) ISBN 4062810964